# 포화
포화(飽和, 영어: saturation 새처레이션[*])는 화학에서 다양한 의미를 지니고 있으며 이는 모두 최고 용량에 이르렀음에 근거한다.
1. 물리화학에서 포화는 용질이 용매에 더 이상 다른 상으로 용해되지 않는 최고 농도인 상태를 말한다. 이 때의 농도는 온도와 압력의 영향을 받는다.
2. 물리화학에서 표면처리를 할 때, 포화는 결합부위가 완전히 점유되는 정도를 나타낸다. 예를 들어, 염기포화는 염기 양이온과 교환성 양이온의 비를 말한다. 비슷하게, 환경토양과학의 질소 포화는 생태계에서 토양 따위가 질소를 더 이상 저장하지 못하는 상태를 의미한다.
3. 유기화학에서 포화된 화합물은 이중결합이나 삼중결합 또는 고리형의 구조를 가지고 있지 않다. 포화된 탄화 수소에서 모든 탄소 원자는 사슬 끝을 제외하면 두 개의 수소 원자와 결합하고 있으며, 사슬 끝에서는 세 개의 수소 원자와 결합하고 있다. 포화된 알케인에서 각각의 탄소는 4개의 단일 결합을 가진다. 반면 알켄이나 알카인의 경우에는 탄소 원자들 사이에 한 개의 이중 결합이나 삼중 결합이 포함되어 있으므로 불포화 탄화 수소로 분류된다. 이 때 불포화도는 불포화 탄화 수소가 추가로 결합 가능한 수소의 양을 나타낸다.

수지는 주로 주 성분이 포화스테아르산과 단일불포화지방산인 올레산에서 얻은 트리글리세라이드(지방)로 구성되어 있다.